# ريكاردو بانغو
ريكاردو بانغو (بالإسبانية: Ricardo Bango)‏ هو مدرب كرة قدم ولاعب كرة قدم إسباني في مركز الوسط، ولد في 18 سبتمبر 1968 في خيخون في إسبانيا. شارك مع منتخب إسبانيا تحت 21 سنة لكرة القدم ومنتخب إسبانيا لكرة القدم. أما مع النوادي، فقد لعب مع ريال أوفييدو وريال سبورتينغ خيخون ونادي إشبيلية ونادي سيلايا.

## وصلات خارجية
- ريكاردو بانغو على موقع قاعدة بيانات كرة القدم.إي يو (الإنجليزية)
- ريكاردو بانغو على موقع ناشيونال فوتبول تيمز (الإنجليزية)